# 節哀唷♥二之宮同學
《節哀唷♥二之宮同學》是鈴木大輔所著，高苗京鈴負責繪製插圖，並連載於月刊Dragon Magazine的輕小說。全10卷，中文版由台灣角川代理發行。曾獲得富士見Fantasia文庫刊，第16回Fantasia長篇小說大賞的佳作。
改編漫畫連載於《月刊Dragon Age》2007年5月號至2008年9月號；全12集電視動畫系列於2007年10月至12月播放。

## 劇情簡介
有對喜歡在世界各地飛來飛去旅行的父母和一個有流浪癖的姐姐，獨自生活的二之宮峻護某天卻被一對詭異的兄妹纏上，只說是「從今天開始關照了」，便被迫進行同居生活。而這兩人身上有著重大的秘密。據說哥哥－月村美樹彥和妹妹－月村真由，都是需要別人的精氣才能活下去的特異體質。但因為峻護的姐姐－二之宮涼子和美樹彥是故知的關係，完全無視峻護的意見，而開始了他們的共同生活。又因為真由有嚴重的男性恐懼症，為了幫助她克服這個毛病，在涼子和美樹彥的無視下，峻護擔當起了「護花使者」的重任。再加上峻護和真由所就讀的學校的學生會長－北條麗華，他們之間的三角關係便開始發展……

## 登場人物
登場人物介紹主要是根據動畫內容描述。動畫中局部分內容與結尾均與小說不同。
配音員資料分別為廣播劇及動畫的配音員名字。
二之宮峻護（配音：寺島拓篤（廣播劇）；間島淳司（動畫），少年時代：高垣彩陽）
本作品的男主角。為就讀神宮寺學園的一個普通高一學生，不過卻有著能夠打倒警衛的戰鬥能力。與保坂似乎是水火不容。由於其特殊的血脈能夠抵抗真由吸收精氣的能力，而成為少數能碰真由的男性。在二之宮家是（主要姐姐的）奴隸，而在1年A班之中被像玩具一般的對待，不過似乎挺受到女性的歡迎。雖然與身為女傭的麗華一起生活，但被涼子以「對前輩不友善」的感覺為理由，強迫他處理二之宮家的所有家務。的確，作為一個背負全世界不幸的男人，他的性格算是少數的強硬派。在他年幼的時候，由於與真由接吻而被吸了精氣的事，使得他因為震驚而幾乎丟失了過去的記憶（與真由的相遇，跟麗華的同居等），不過，似乎已經開始慢慢回想起來的樣子。此外，不將精氣視為必須的夢魔，一般認為這稱呼為「神精」，不過一切細節不明。為鬼之宮的一族。在動畫結局裡，與真由在遊樂園的相遇，以及和另一個人格的麗華的述說，終於想起所有小時候過去三個人的生活、記憶、從相遇到現在的點點滴滴，在真由不支倒地時，一刻的想以自己最後的記憶換取真由的性命，在麗華的阻止之下，被保阪阻礙了去路，在危急時刻，恢復原本人格心智的麗華救了他一命，還以獎勵的方式親了峻護(麗華得到峻護的精氣)，最後打敗了保阪，但是真由也在峻護的懷裡倒下了，最後麗華的跌倒與真由互相親吻之下，因此真由存活了下來。
小說中，透露了其在小時並非這樣的人格，能力也沒有這麼普通，相反，是個在「神戎」中也被稱為神童的孩子。但神戎的能力連同記憶在十年前的事件中被徹底封印起來，而且和其餘兩位當事人不同，沒有分裂出第二人格。雖然一度被懷疑是神精，而以希爾德(動畫無此角色)的說法其精氣的「味道」亦是極品，但事實上並非真正的神精。
月村真由（配音：後藤邑子（廣播劇）；動畫：門脇舞以（動畫），少女時代：庄司宇芽香）
本作品的兩大女主角之一。是從轉校第一天開始便使學園中的男生神魂顛倒的程度的美少女，不過，其實是個有重度男性恐懼症的。由於小時候與峻護接吻而差點使峻護死亡，從此便患了男性恐懼症。喜歡峻護，不過因為其軟弱且不擅長應付男性的個性，使得她一直不能坦率的表達出真實的情感。作為夢魔的真由與其他夢魔不同，除了峻護和美樹彥以外的男性，只要接觸到皮膚便會被無止盡的吸取精氣，而真由也會因為不能控制力量昏倒。喜歡看舊時代的熱血漫畫，對於烹飪也很有一套。為繼群的一族。 在動畫結局裡，真由因夢妖的力量，使的真由的精氣逐漸消失，以最後的力量走到小時候三人約定的遊樂園中，與主角俊護的相遇回憶起了所有小時候真由和麗華和峻護三人之間的牽絆，最後精氣快要耗盡了真由，在峻護的懷裡倒下，麗華在之前親了峻護得到了峻護的精氣，在麗華不小心踩到洋娃娃跌倒時，與真由親了嘴唇，真由至此藉著麗華的嘴得到了峻護的精氣，因此存活了下來，夢妖的力量也暫時被壓抑了下來。
小說中，和麗華同樣隱藏了能力極強的第二人格，但和極度負面的的麗華第二人格不同，沒有甚麼惡意，也能被真由本人感知，從其誕生於十年前的事實推斷可見也和十年前的事件有密切關係。
二之宮涼子（配音：進藤尚美（廣播劇）；根谷美智子（動畫））
峻護的姊姊。似乎擁有一句話就能動搖世界局勢的影響力，其所做的工作內容完全不明。是個十足的美女。為了真由的男性恐懼症在二之宮家訂定了許多規則。對待真由很溫柔，但對峻護卻很嚴厲，常常任意地驅使麗華並意圖將其拉入同性戀的世界，且樂此不疲。現為峻護就讀的神宮寺學園的保健室醫生。為鬼之宮的一族。最後與真由的哥哥美樹彥在遊樂園目睹了一切，也和美樹彥成了男女關係。
月村美樹彦（配音：平川大輔（廣播劇）；成田劍（動畫））
真由的哥哥，也是夢魔，是個高佻的美型男。與涼子相同，其工作甚至與某國總統的女兒有所關聯，是個行動和一切全都是謎的男人。也是少數能直接碰觸真由的男性。由於真由的男性恐懼症，對於不能由其他男性那裡吸取精氣的真由是以貼近身體的方式分享他的精氣，由於是真心想治好真由的男性恐懼症，因此對這樣的方式似乎無所謂。對於加上了麗華的三角關係(特別是麗華向峻護行動)是以旁觀者的態度在觀看。現任神宮寺學園的校務員。為繼群的一族。最後與峻護的姊姊涼子在遊樂園目睹了一切，也和涼子成了男女關係。
北條麗華（配音：松岡由貴（廣播劇）；澤城美雪（動畫））
本作品的兩大女主角之一。是世界性的企業北條康采恩總裁的獨生女及下任總裁，同時也是神宮寺學園的學生會長，為全校學生的憧憬的對象。她是峻護及真由的學姊，不過，由於涼子的計謀現在成為二之宮家專屬的女傭。其實她有夢魔的體質，不過最初本人沒有發現到，而在之後才覺醒。曾於10年前離家出走的時候受到當時還是孩子的峻護所幫助，並曾短時間的同住。因為相信那時所交換了的「成為超過峻護的人便會再次相見」的「約定」而努力了10年，然而峻護卻忘記了那個「約定」。喜歡峻護，不過由於不能自己承認而每天引起糾紛。為五條的一族。在動畫結局中，由於小時候親眼目睹真由和峻護互相親吻的畫面，一時無法相信自己最喜歡的峻護會和最好的朋友做出這背叛自己的事，當時的心情讓麗華心痛不已，將自己這份悲痛和軟弱的心情創造出了另一個人格(之後覺醒的人格)，之後的麗華被這個人格控制的心智，在最後真由因精氣不足即將倒地時，道出了小時候與真由和峻護的關係，峻護的一番話再加上峻護捨己為他人的心，不顧一切的想以自己的記憶換取真由的性命，讓麗華的另一個人格下達了刺殺峻護的指令，最後被封閉的心裡深處的原本人格的麗華覺醒，接納了自己內心深處的軟弱和悲痛，回復了自我，在危急時刻救了峻護，也給峻護一個深深的親吻做為獎勵(在此得到峻護的精氣)，在真由精氣不足倒下後，踩到了洋娃娃跌倒，與真由互相親吻之下，真由得到了麗華從峻護的精氣，因此活了下來。
「她」
麗華覺醒後出現的人格。性格與麗華完全不同。說話的語氣似乎很清楚關於神戎的事。
小說中，兩層的人格最終合而為一。
保坂光流（配音：豬口有佳（廣播劇）；宮田幸季（動畫））
服侍麗華的人。和峻護、真由及麗華同樣是神宮寺學園的學生。經常在隱密的地方幫助麗華，戰鬥能力在峻護之上且擁有類似密探般的技藝。同時，他的家族歷代是北條家的護衛，因此具有相當的戰鬥能力（是就算兩個峻護也不能取勝的程度）。他最大的樂趣是「玩弄麗華享受反應的事」，因此幫助麗華的同時也在玩。但是，過去常常到麗華到瀕死狀態為止才趕到。好像因為對於神戒的事有某種程度的了解，而企圖試探涼子和美樹彥的想法，也有以不觸及逆鱗的程度教唆專業的部隊去到峻護那的行為等。是少數能以某種程度的對等關係與涼子及美樹彦對談的人物。因為麗華住在二之宮家，因此也一起在二之宮家生活著。
霧島忍（配音：千葉紗子（動畫））
麗華的女僕隊長。和麗華是兒時玩伴，也曾教她護身術。隨時在打算殺掉和麗華不相稱的峻護。
綾川日奈子（配音：明坂聰美（動畫））
峻護和真由的同學，為班上女生的領導人。有著為了證明在班上孤立的真由是「好女孩」，到處邀請人一起遊玩的和善性格。自尊心十分的強，雖然父母所開的公司是日本相當有名的企業，不過她並不打算依賴，而節約也成為一種嗜好。是麗華的擁護者。興趣是對峻護性騷擾（只是程度較大，其實除了真由以外的1年A班女生，大致上全部都喜歡）。
吉田平介（配音：近藤隆（動畫））
峻護和真由的同學。
井上太一（配音：保志總一朗（動畫））
峻護和真由的同學。
甲本陽一（配音：石上裕一（動畫））
神宮寺學園學生會副會長。
奧城色利（配音：綱掛裕美（動畫））
峻護的同學，和峻護同樣是修學旅行的實行委員。在接近修學旅行的時候由於一族的命令打算得到峻護，不過卻失敗。其實是奧城家的養子，舊姓是荻小路。為央條的一族。動畫中比原作早些登場。
小說中，透露了她喜歡祐的事實，在京都事件期間被峻護指出，在事件接近尾聲時對祐表白(間接言語)。
從心計到戰鬥力貌似都在祐之上，前者從作為一直關注着真由的麗華第二人格之外唯一注意到真由能自己躲開狙擊中可以看出，後者則是祐本人也承認的事實。
奧城祐（配音：遊佐浩二（動畫））
峻護的同學，在10年前的小時候由於打架輸給了峻護，至此把峻護視為眼中釘，他與色利同為是夢妖的一族，所以知道真由在精氣消失時會發生什麼事，所以在學校和京都與真由走的很近，甚至讓峻護一度認為真由變了心喜歡上別人，祐的目的純粹只是報復而已，因此才和真由走的很近。在京都的時候與峻護大打出手，最後被色利給化解了恩怨，也在結局中與色利一起搭救了峻護，逃離被心智掌握成為另一個人格的麗華手中，離開麗華的住處。
小說中，行動的目的是為了讓相信是「神精之源」的真由把自己變成神精，10年前也尚未認識峻護。此外，京都事件中被真由指出其喜歡色利的事實(本人一直嘗試隱暪)，在事件末眾人被弓箭狙擊時在能為他帶來榮譽(相信)的真由還是色利之間選擇了色利(真由則用第二人格的能力躲開了)。

## 用語
神戎十氏族
從很久以前操縱日本十神戎的血族。為神戎夢魔，或是持有夢魔能力的人。在隱姓埋名後，現在除了二之宮和月村外的氏族正漸漸衰微，而涼子和美樹彥便向他們提出談判。
目前出現的十氏族，為二之宮（鬼之宮的隱名）、月村（繼群的隱名）、北條（五條的隱名）和奧城（央條的隱名）等四氏族。

## 電視動畫
自2007年10月開始播出。動畫後期劇情與原著差別極大，主要圍繞峻護，真由及麗華三人的過去和現在的三角戀展開，而原著則主要圍繞神精的爭奪發展。

### 工作人員
- 原作：鈴木大輔
- 角色原案：高苗京鈴
- 企劃：安田猛
- 企劃協力：工藤大丈、加藤麻裕子
- 系列構成、劇本：渡邊陽
- 人物設計、總作畫監督：大河原晴男
- 人物造型設計：柳伸亮
- 服裝設計：渡邊敦子
- 標題標誌設計：沼利光
- 美術監督：前田實
- 色彩設計：大西峰代
- 攝影監督：田中浩介
- 編輯：櫻井崇
- 音響監督：岩浪美和
- 音樂：龜山耕一郎
- 音樂製作人：前山寬邦、植村俊一
- 協力製作：伊橋達彦、鈴木朝子、菊池未来、風見泰弘、坂井健吾、岡村武真
- 動畫製作人：松崎義之
- 製片人：今本尚志、鈴木智子、武智恒雄、原田由佳
- 監督：吉川浩司
- 動畫制作：AIC
- 製作：「節哀唷♥二之宮同學」製作委員会

### 各話列表
| 話數 | 標題       | 小劇場 | 劇本     | 分鏡            | 演出       | 作畫監督                                       |
| ---- | ---------- | ------ | -------- | --------------- | ---------- | ---------------------------------------------- |
| 1    | 親下去吧   |        | 渡邊陽   | 吉川浩司        | 杉山慶一   | 河野悦隆 中島美                                |
| 2    | 找上門去吧 |        | 渡邊陽   | 高本宣弘        | 福多潤     | 青井清年 野田惠                                |
| 3    | 上街去吧   |        | 矢野義隆 | 別所誠人        | 別所誠人   | 佐野陽子 百瀨惠美子                            |
| 4    | 一起看家吧 |        | 渡邊陽   | 高橋滋春        | 熨斗谷充孝 | 砂川正和                                       |
| 5    | 到海邊去吧 |        | 矢野義隆 | 沙優美玲 川島宏 | 白石道太   | 北村友幸 佐藤修                                |
| 6    | 想起來吧   |        | 渡邊陽   | 博多正壽        | 森宮崇佳   | 野田惠 河野悦隆                                |
| 7    | 打起精神吧 |        | 矢野義隆 | 高本宣弘        | 阿部雅司   | 石本英治 川村幸祐                              |
| 8    | 讓我吃吧   |        | 鈴木大輔 | 博多正壽        | 熨斗谷充孝 | 砂川正和                                       |
| 9    | 搶過來吧   |        | 渡邊陽   | 川島宏          | 白石道太   | 清水勝祐 浦和文子                              |
| 10   | 一起去玩吧 |        | 矢野義隆 | 影山楙倫        | 堤雄一郎   | 深澤謙二 奈良岡光 青井清年                     |
| 11   | 不要逃避吧 |        | 渡邊陽   | 別所誠人        | 別所誠人   | 河野悦隆                                       |
| 12   | 邁出步伐吧 | -      | 渡邊陽   | 博多正壽        | 吉川浩司   | 石本英治 佐野陽子 奈良岡光 深澤謙二 杉藤小百合 |

### 主題曲
片頭曲（第1話～第11話）
歌：月村真由（門脇舞以）&北條麗華（澤城美雪）、作詞・作曲：三浦誠司、編曲：Funta
第12話沒有片頭曲，此首做為插入曲使用。
片尾曲（第3話～第12話）
歌：月村真由（門脇舞以）&北條麗華（澤城美雪）、作詞：三重野瞳、作曲・編曲：竹中文一

### 播放電視台
日本深夜動畫：下文記載的日本国内播放時間使用日本標準時間（UTC+9）表示。因為部分時間标识會採用30小时制，因此請留意这类超过24:00的时间，其實際播放時間為翌日清晨。
| 播放地區 | 電視台         | 播放日期                      | 播放星期及播放時間（UTC+9） |
| -------- | -------------- | ----------------------------- | --------------------------- |
| 福岡縣   | TVQ九州放送    | 2007年10月3日～12月19日       | 星期三 27：38～28：08       |
| 埼玉縣   | 埼玉電視台     | 2007年10月4日～12月20日       | 星期四 25：30～26：00       |
| 奈良縣   | 奈良電視台     | 2007年10月4日～12月20日       | 星期四 25：30～26：00       |
| 千葉縣   | 千葉電視台     | 2007年10月4日～12月20日       | 星期四 26：30～27：00       |
| 北海道   | TV北海道       | 2007年10月4日～12月20日       | 星期四 26：30～27：00       |
| 東京都   | 東京都會電視台 | 2007年10月4日～12月20日       | 星期四 26：30～27：00       |
| 京都府   | 京都放送       | 2007年10月5日～12月21日       | 星期五 26：00～26：30       |
| 神奈川縣 | 神奈川電視台   | 2007年10月6日～12月22日       | 星期六 27：30～28：00       |
| 群馬縣   | 群馬電視台     | 2007年10月7日～12月23日       | 星期日 25：30～26：00       |
| 福井縣   | 福井電視台     | 2007年10月11日～12月27日      | 星期四 25：20～25：50       |
| 長野縣   | 信越放送       | 2007年10月12日～12月28日      | 星期五 26：45～27：15       |
| 熊本縣   | 熊本放送       | 2007年10月29日～2008年1月21日 | 星期一 26：20～26：50       |
| 全國播放 | BS朝日         | 2007年11月5日～2008年1月28日  | 星期一 26：00～26：30       |

## 廣播劇
自2006年6月25日至7月23日，以此作品為基礎的廣播劇在播出。共播出5回。
出演：寺島拓篤（二之宮峻護）、後藤邑子（月村真由）、松岡由貴（北條麗華）、猪口有佳（保坂光流）、進藤尚美（二之宮涼子）、 平川大輔（月村美樹彦）
同年12月，收錄了廣播內容等的電視劇CD開始發售，分別有接受郵購的FUJIMI限定版和普通版。
自2007年10月7日開始，由於電視動畫的開始播放，廣播劇「請別憂愁了二之宮同學 廣播劇場」開始播放。 
第二部作品的演出者與動畫片相同，不過第一部作品則全部不同。 

## 出版書籍

### 長篇
節哀唷♥二之宮同學
| 卷數 | 富士見書房     | 富士見書房             | 台灣角川       | 台灣角川               |
| 卷數 | 發售日期       | ISBN                   | 發售日期       | ISBN                   |
| ---- | -------------- | ---------------------- | -------------- | ---------------------- |
| 1    | 2004年9月18日  | ISBN 4-8291-1644-7     | 2008年6月27日  | ISBN 978-986-174-736-1 |
| 2    | 2005年2月19日  | ISBN 4-8291-1688-9     | 2007年8月26日  | ISBN 978-986-174-793-4 |
| 3    | 2005年5月20日  | ISBN 4-8291-1722-2     | 2007年11月28日 | ISBN 978-986-174-945-7 |
| 4    | 2005年10月20日 | ISBN 4-8291-1722-2     | 2009年4月3日   | ISBN 978-986-237-063-6 |
| 5    | 2006年5月20日  | ISBN 4-8291-1829-6     | 2009年10月3日  | ISBN 978-986-237-325-5 |
| 6    | 2006年11月18日 | ISBN 4-8291-1872-5     | 2010年1月6日   | ISBN 978-986-237-469-6 |
| 7    | 2007年4月20日  | ISBN 978-4-8291-1922-8 | 2010年5月13日  | ISBN 978-986-237-657-7 |
| 8    | 2007年10月20日 | ISBN 978-4-8291-1971-6 | 2010年9月30日  | ISBN 978-986-237-835-9 |
| 9    | 2008年6月20日  | ISBN 978-4-8291-3301-9 | 2010年12月15日 | ISBN 978-986-237-960-8 |
| 10   | 2008年9月20日  | ISBN 978-4-8291-3333-0 | 2011年1月19日  | ISBN 978-986-287-015-0 |

### 短篇
抱歉囉♥二之宮同學
| 卷數 | 富士見書房     | 富士見書房             | 台灣角川       | 台灣角川               |
| 卷數 | 發售日期       | ISBN                   | 發售日期       | ISBN                   |
| ---- | -------------- | ---------------------- | -------------- | ---------------------- |
| 1    | 2006年1月25    | ISBN 4-8291-1791-5     | 2009年7月18日  | ISBN 978-986-237-180-0 |
| 2    | 2007年7月25日  | ISBN 978-4-8291-1946-4 | 2010年6月11日  | ISBN 978-986-237-714-7 |
| 3    | 2007年9月25日  | ISBN 978-4-8291-1964-8 | 2010年8月11日  | ISBN 978-986-237-820-5 |
| 4    | 2007年11月20日 | ISBN 978-4-8291-1982-2 | 2010年10月22日 | ISBN 978-986-237-871-7 |
| 5    | 2007年12月20日 | ISBN 978-4-8291-1982-2 |                |                        |
| 6    | 2008年3月19日  | ISBN 978-4-8291-3272-2 |                |                        |
| 7    | 2009年1月25日  | ISBN 978-4-8291-3371-2 |                |                        |

## 外部連結
- 動畫官方網站（日語）